# GO!GO!ヤング
『GO!GO!ヤング』（ゴーゴーヤング）は、1972年7月1日から同年9月30日まで日本テレビ系列局で放送されていた読売テレビ製作のバラエティ番組である。
この項目では、1974年7月4日から同年9月26日まで同系列局で放送されていた同番組のリバイバル版『暑さをぶっ飛ばせ!』（あつさをぶっとばせ）についても述べる。

## 概要
いずれも桂三枝（後の六代桂文枝）が司会を務めていた公開形式の視聴者参加型番組で、会場に集まった一般参加の若者たちとゲスト歌手とコメディアンがリンボーダンスに挑戦していた。一番低いバーをクリアできた者には、カップルで行くグアム島旅行が贈られた。
『GO!GO!ヤング』終了から約2年後の1974年7月、番組は『暑さをぶっ飛ばせ!』と題してリバイバルされたが、『GO!GO!ヤング』時代と同様に3か月で終了した。

## 放送時間
いずれも日本標準時。
- 土曜 19:00 - 19:30 （1972年7月1日 - 9月30日、『GO!GO!ヤング』）
- 木曜 22:00 - 22:30 （1974年7月4日 - 9月26日、『暑さをぶっ飛ばせ!』）

## 出演者

### GO!GO!ヤング
- 司会：桂三枝
- ゴールデン・ハーフ
- フォーリーブス
- 西川きよし
- 山本リンダ
- 西城秀樹
- 園まり
- 郷ひろみ
- コメディNo.1
- 南沙織
- ほか

### 暑さをぶっ飛ばせ!
- 司会：桂三枝
- 中条きよし
- ヒデとロザンナ
- 伊丹幸雄
- キャシー中島
- 葵テルヨシ
- 安倍律子
- 横山プリン
- にしきのあきら
- 浅野ゆう子
- マギー・ミネンコ
- ジャッキー吉川とブルー・コメッツ
- ほか

## 放送局
GO!GO!ヤング
- 読売テレビ（制作局）：土曜 19:00 - 19:30
- 札幌テレビ：土曜 19:00 - 19:30[1]
- 青森放送：土曜 19:00 - 19:30[2]
- テレビ岩手：土曜 19:00 - 19:30[2]
- 秋田放送：土曜 19:00 - 19:30[3]
- 山形放送：土曜 19:00 - 19:30[3]
- 宮城テレビ：土曜 19:00 - 19:30[2]
- 福島中央テレビ：土曜 19:00 - 19:30[4]
- 日本テレビ：土曜 19:00 - 19:30
- 山梨放送：土曜 19:00 - 19:30[5]
- 北日本放送：土曜 19:00 - 19:30[6]
- 福井放送：土曜 18:00 - 18:30[7]
- 名古屋テレビ：土曜 19:00 - 19:30[8]
- 日本海テレビ：土曜 19:00 - 19:30[9]
- 広島テレビ：土曜 19:00 - 19:30[10]
- 山口放送：土曜 19:00 - 19:30[11]
- 四国放送：土曜 19:00 - 19:30[12]
- 西日本放送：土曜 19:00 - 19:30[10]
- 南海放送：土曜 19:00 - 19:30[11]
- 高知放送：土曜 19:00 - 19:30[11]
- 福岡放送：土曜 19:00 - 19:30[13]

暑さをぶっ飛ばせ!
- 読売テレビ（制作局）：木曜 22:00 - 22:30
- 札幌テレビ：木曜 22:00 - 22:30[14]
- 青森放送：木曜 22:00 - 22:30[15]
- 秋田放送：木曜 22:00 - 22:30[16]
- 日本テレビ：木曜 22:00 - 22:30
- 新潟総合テレビ：日曜 19:00 - 19:30[17]
- 山梨放送：木曜 22:00 - 22:30[18]
- 北日本放送：木曜 22:00 - 22:30[19]
- 福井放送：木曜 22:00 - 22:30[19]
- 中京テレビ：木曜 22:00 - 22:30[20]
- 日本海テレビ：木曜 22:00 - 22:30[21]
- 山口放送：木曜 22:00 - 22:30[22]
- 四国放送：木曜 22:00 - 22:30[23]
- 西日本放送：木曜 22:00 - 22:30[24]
- 福岡放送：木曜 22:00 - 22:30[25]

## 参考資料
- 東京新聞[どれ?]
- 読売新聞[どれ?]（『暑さをぶっ飛ばせ!』に関する事）

| 日本テレビ系列 土曜 19:00 - 19:30              | 日本テレビ系列 土曜 19:00 - 19:30            | 日本テレビ系列 土曜 19:00 - 19:30                                 |
| 前番組                                         | 番組名                                       | 次番組                                                            |
| ---------------------------------------------- | -------------------------------------------- | ----------------------------------------------------------------- |
| 天才バカボン （1971年9月25日 - 1972年6月24日） | GO!GO!ヤング （1972年7月1日 - 9月30日）      | 隆一まんが劇場 おんぶおばけ （1972年10月7日 - 1973年9月29日）     |
| 日本テレビ系列 木曜 22:00 - 22:30              |                                              |                                                                   |
| ブチャバカ大爆笑!! （1974年4月4日 - 6月27日）  | 暑さをぶっ飛ばせ! （1974年7月4日 - 9月26日） | 丹下左膳 乾雲・坤竜篇 （1974年10月3日 - 11月21日） ※22:00 - 22:55 |